# Sławczo Kowiloski
Sławczo Kowiloski (lub Slavčo Koviloski, cyryl. Славчо Ковилоски, ur. 1978 w Skopju) – macedoński historyk literatury, pisarz, prozaik i poeta.
Uzyskał doktorat z kulturoznawstwa, pracuje w Instytucie Literatury Macedońskiej na Uniwersytecie Świętych Cyryla i Metodego w Skopju.
Był redaktorem naczelnym czasopisma Sovremenosti.
Autor kilku tomików poezji i prozy. Prace pisarza zostały przetłumaczone na wiele języków. Zdobył wiele nagród i wyróżnień.
W Macedonii Północnej Kowiloski był członkiem zespołu hip-hop Klan Istok.
Mieszka w Skopju.

## Dzieła
- Сонцето повторно ќе изгрее, 2000 (poezja)
- Поезија во движење, 2005 (poezja)
- Опасен сум, 2007 (powieści)
- Крале Марко или Синот на Волкашин (monodram); На Ножот (monodram), 2010
- Сонување, 2011 (powieści)
- Синот на Кралот, 2011 (powieści)
- Лоша тетка и други раскази, 2013, (opowiadania)
- Барутна поезија, Бран, Струга, 2015 (poezja)
- Крале Марко по вторпат, 2018 (wiersz)